# Vasilij Smislov
Vasilij Vasilijevič Smislov (rusko Васи́лий Васильевич Смысло́в), ruski šahovski velemojster in nekdanji šahovski svetovni prvak, * 24. marec 1921, Moskva, Sovjetska zveza, † 27. marec 2010, Moskva, Rusija.
Smislov je bil šahovski svetovni prvak medleti 1957 in 1958. Osemkrat pa je bil kandidat za svetovnega prvaka, in sicer v letih: 1948, 1950, 1953, 1956, 1959, 1965, 1983 in 1985. Dvakrat je bil prvak Sovjetske zveze (1949, 1955) na šahovskih olimpijadah pa je osvojil rekordnih 17 medalj.